# Fritz Wöss
Friedrich Weiss (* 19. Februar 1920 in Wien; † 3. Februar 2004 ebenda; Pseudonym: Fritz Wöss) war ein österreichischer Schriftsteller.

## Leben
Friedrich Weiss trat nach dem Anschluss Österreichs 18-jährig als Fahnenjunker in die deutsche Wehrmacht ein und nahm als Frontoffizier an der Einnahme von Dünkirchen und an der Besetzung der Normandie teil. Beim Überfall auf die Sowjetunion gehörte er der Heeresgruppe Nord an.
Im Dezember 1941, bereits als Batterieführer, wurde er bei Kämpfen südlich des Ladogasees vor Wolchowstroj verwundet. Nach einem Lazarettaufenthalt wieder an die Ostfront beordert, trat er vor Beginn der sowjetischen Offensive südlich von Stalingrad als Verbindungsoffizier der 20. rumänischen Division in Narriman bei.
Weiss überlebte die Schlacht von Stalingrad und geriet am 29. Januar 1943 in sowjetische Gefangenschaft. 1948 kehrte er heim, inskribierte er an der Wiener Universität und schloss das Jurastudium mit  Doktorat ab. 1951 war er Beamter im Wiener Stadtschulrat. Im Herbst 1957 brachte er zunächst im Eigenverlag den ersten Band seiner Trilogie, Hunde, wollt ihr ewig leben, heraus.
Der Paul Zsolnay Verlag übernahm die Verlagsrechte und veröffentlichte bis 1964 die gesamte Trilogie. Die Verfilmung und eine breite Polemik im deutschen Sprachraum, die auch noch durch seinen Einsatz für die unmittelbare Mitwirkung des Volkes an der Staatswillensbildung gefördert wurde, machten die Buchtitel weltweit bekannt.
1960 wurde Weiss Direktor der Hochschule für Bodenkultur in Wien. Es gelang ihm, die studierende Jugend für das Gedankengut der Direkten Demokratie zu begeistern. Er gründete an der Hochschule eine Interessensgemeinschaft für Direkte Demokratie und artikulierte gemeinsam mit Professoren, Assistenten und Studenten eine Verfassung, die dem Staatsbürger die unmittelbare Mitentscheidung und Mitverantwortung im Staate ermöglichen sollte.
1968 gründete er die Union für Direkte Demokratie und am 5. April 1973 die Österreichische Umweltschutzbewegung.
Am 8. Februar 2004 wurde er in Wien am Grinzinger Friedhof bestattet (Gruppe 22, Reihe 7, Nr. 4).

## Auszeichnungen
- 1982: Ehrenmedaille der Bundeshauptstadt Wien in Silber
- 1987: Goldenes Ehrenzeichen um das Land Wien
- 1990: Österreichisches Ehrenkreuz für Wissenschaft und Kunst I. Klasse

## Werke
- Hunde, wollt ihr ewig leben. Paul Zsolnay Verlag, Wien 1958. (Neuausgabe Tübingen 2017: ISBN 978-3-945796-82-5)
- Der Fisch beginnt am Kopf zu stinken. Paul Zsolnay Verlag, Wien 1960. (Neuausgabe Tübingen 2018: ISBN 978-3-96357-006-3)
- Die Deutschen an die Front. Paul Zsolnay Verlag, Wien 1964. (Neuausgabe Tübingen 2019: ISBN 978-3-96357-007-0)
- Der Wahrheit eine Gasse. WIP Wöss Int. Publ., Wien 1994.